# Zabiele (województwo dolnośląskie)
Zabiele – wieś w Polsce położona w województwie dolnośląskim, w powiecie głogowskim, w gminie Kotla.

## Historia
Najstarsza wzmianka o wsi pochodzi z roku 1298.

## Podział administracyjny
W latach 1975–1998 miejscowość należała administracyjnie do województwa legnickiego.

## Sport
Do roku 1999 istniała tu drużyna piłkarska "Grom Zabiele". Grała w klasie B, gdzie zajmowała środkowe miejsca w tabeli.